# Acéphale
Acéphale (dal greco antico ἀκέφαλος?,  aképhalos, "senza testa") è stata una rivista di arte, letteratura e filosofia pubblicata dal 1936 al 1939 fondata dal filosofo francese Georges Bataille. Alla rivista era legata una omonima società i cui membri avevano fatto voto di segretezza.

## Storia editoriale
Il primo numero della rivista, di otto pagine, uscì il 24 giugno 1936. La copertina mostrava un'illustrazione di André Masson con un disegno vagamente ispirato all'uomo vitruviano di Leonardo da Vinci che rappresenta il trionfo della razionalità umana. La figura disegnata da Masson è priva della testa, il pube coperto da un teschio, stringe nella destra un cuore fiammeggiante e nella sinistra un pugnale. Sotto il titolo della rivista, Acéphale, appariva la scritta "Religion. Sociologie. Philosophie", religione, sociologia, filosofia, seguita subito dopo dall'espressione la conjuration sacrée, la congiura sacra.
Il primo articolo, firmato da Bataille, recava lo stesso titolo, "La congiura sacra", e proclamava: "Segretamente o no, è necessario divenire tutt'altro oppure cessare di essere" « Il est temps d'abandonner le monde des civilisés et sa lumière. Il est trop tard pour tenir à être raisonnable et instruit — ce qui a mené à une vie sans attrait. Secrètement ou non, il est nécessaire de devenir tout autres ou de cesser d'être. » Più avanti Bataille scriveva: "La vita umana non ne può più di servire da testa e ragione dell'universo, nella misura in cui diventa necessaria all'universo essa accetta un asservimento « La vie humaine est excédée de servir de tête et de raison à l'univers. Dans la mesure où elle devient cette tête et cette raison, dans la mesure où elle devient nécessaire à l'univers, elle accepte un servage. »
Questi evidenti riferimenti alla filosofia di Friedrich Nietzsche vanno visti nella loro prospettiva storica. Mentre gran parte dell'Europa subiva l'influenza del fascismo, il nazismo si era appropriato di Nietzsche, facendone uno dei pensatori fondamentali del movimento, nonostante gli espliciti attacchi del filosofo tedesco all'antisemitismo, al nazionalismo e al razzismo. Pertanto non sorprende che in quegli anni Nietzsche fosse molto impopolare nel mondo culturale francese.
Il secondo numero di Acéphale si apriva con un articolo dal titolo "Nietzsche e i fascisti", un violento attacco di Bataille a Elisabeth Förster-Nietzsche, la sorella di Nietzsche che aveva sposato il noto antisemita Bernhard Förster. Il numero conteneva anche un testo inedito dello stesso Nietzsche sul filosofo greco Eraclito e un articolo di Jean Wahl intitolato "Nietzsche e la morte di Dio", un commento a un testo di Karl Jaspers sul filosofo tedesco.
Tutti gli altri numeri della rivista (sono cinque in totale) erano centrati sulla filosofia di Nietzsche. L'ultimo, mai pubblicato, si doveva intitolare "La follia di Nietzsche". Oltre a Bataille, i principali contributori della rivista furono: Roger Caillois (numeri 3 e 4), Pierre Klossowski (numeri 1,2,3 e 4), André Masson, Jules Monnerot, Jean Rollin e Jean Wahl.

## La società segreta
Vista la natura segreta della società Acéphale è difficile ricostruirne le attività. Bataille fa spesso riferimento agli scritti di Marcel Mauss che aveva studiato le società segrete nella cultura africana. Su questo modello, Bataille organizzò diversi incontri notturni nei boschi, vicino a una quercia colpita da un fulmine. La società festeggiò la decapitazione di Luigi XVI come prefigurazione del trionfo di una "folla senza testa" e dell'"acefalità". Durante gli incontri si meditava su testi di Sigmund Freud, del Marchese de Sade e di Marcel Mauss.

## L'Enciclopedia Da Costa
Acéphale pubblicò anche la Da Costa Encyclopédique, L'Enciclopedia Da Costa, che avrebbe dovuto essere completata entro il 1947, quando doveva tenersi l'esposizione internazionale surrealista. A causa di una serie di ritardi, i testi dell'enciclopedia non furono distribuiti che parecchi mesi dopo la fine dell'esposizione. Ironica parodia di una normale enciclopedia, la Da Costa metteva ferocemente in ridicolo le convenzioni sociali e individuali del tempo. Una delle voci per esempio era dedicata a una supposta "Licenza di vivere", un falso certificato statale, probabilmente inventato da Marcel Duchamp, che si occupava di stampare l'enciclopedia.